# Liste des vélodromes du Brésil
Le Brésil compte sept vélodromes.

## Liste des vélodromes
- Vélodrome Agenor Moraes da Silva, Caieiras
- Vélodrome d'Americana, Americana
- Vélodrome de Barra, Rio de Janeiro, utilisé pour les épreuves de cyclisme sur piste lors des Jeux olympiques d'été de 2016
- Vélodrome du jardin botanique de Curitiba, Curitiba
- Vélodrome du CEPEUSP, São Paulo
- Vélodrome du village olympique de Maringá, Maringá
- Vélodrome de Minas Gerais, Contagem

## Anciens vélodromes
- Vélodrome de São Paulo, construit en 1892, détruit en 1916.